# Liste der Naturparks in Italien/Sardinien
Zahlreiche Naturparks auf Sardinien entstanden mit Hilfe des „World Wide Fund for Nature“ und der Umweltorganisation „Legambiente“. Heute hat die italienische Insel Sardinien 33 kleine und große geschützte Gebiete, die teilweise aneinandergrenzen. Sie unterteilen sich in
- Nationalparks (4)
- Regionalparks (26) davon liegen 10 im Inneren der Insel
- Meeresschutzgebiete (AMP – Aree marine protette – 3)

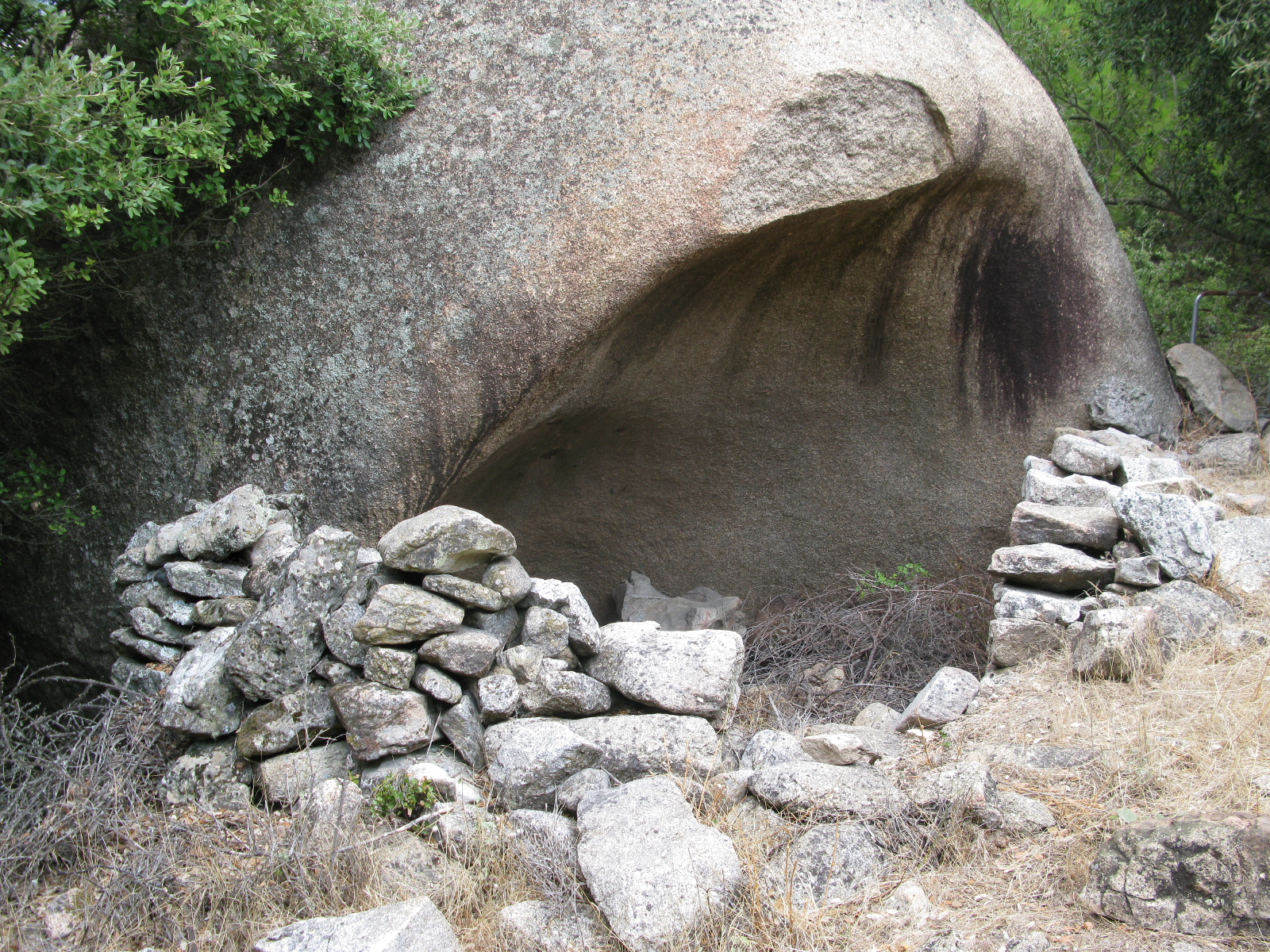
Abri am Monte Ortobene

Die gebräuchlichen Bezeichnungen entsprechen nicht immer den offiziellen. 
- Capo Caccia
- Capo Falcone
- Capo Figari
- Capo Pecora
- Capo Sant’Elia
- Capo Spartivento und Lagune von Chia
- Capo Testa
- Capo Teulada und Isola Rossa
- Giara di Gesturi
- Halbinsel Punta Coda Cavallo mit den Inseln Tavolara und Molara etc. AMP
- Insel Mal di Ventre und Parco Communale di Seu AMP
- Inseln San Pietro und Piana
- Lago di Baratz
- Lagune von San Teodoro
- Lagunen von Posada
- Marghine-Gocéano
- Meeresschutzgebiet Capo Carbonara AMP
- Monte Albo
- Monte Arci
- Monte Arcuentu und Dune di Piscinas
- Monte Limbara
- Monte Nieddu
- Monte Ortobene
- Montiferru-Sinis (Sinis-Halbinsel)
- Nationalpark La-Maddalena-Archipel
- Nationalpark Isola Asinara
- Nationalpark Sulcis (Parco del Sulcis)
- Nationalpark Supramonte-Gennargentu
- Piano dei Grande Sissi
- S’Ena Arrubia
- Sette Fratelli - Monte Genis
- Stagno di Molentargius
- Valle del Temo